# Congrès UNEF-ID de la Mutualité de 1982
 (octobre 2017).
Les 13, 14, 15 et 16 février 1982 se tient à Paris à la mutualité le 67e congrès de l'UNEF Indépendante et démocratique. C'est seulement le deuxième congrès de l'UNEF-ID (avec le congrès fondateur) mais l'UNEF-ID se considérant comme l'héritière de la grande UNEF, celle d'avant la scission de 1971, elle utilise donc le décompte des congrès de cette organisation. Sa filiation avec l'UNEF lui venant de l'UNEF-US, syndicat directement issus de la scission, l'UNEF-ID reprend donc la suite du décompte de l’UNEF-US. 

## Le congrès
À l'issue des votes, la majorité se tasse légèrement puisqu'elle obtient 56 % des mandats. La Tendance Plus en obtient 30 % contre 12,5 à la LEAS. Il s'agit donc d'un bon score pour la Plus et d'un recul pour la LEAS. Ce phénomène peut sans doute s'expliquer par le revirement de Julien Dray et ses amis. De leur côté, les autogestionnaire de la SARS n'obtiennent que 1,5 % des mandats.

## Partage des postes à la MNEF
En 1982 pour les élections à la MNEF, Jean-Christophe Cambadélis décide, pour garantir l’unité du syndicat, de répartir équitablement entre les tendances les postes d’administrateur qu’il espère gagner. Au terme du suffrage, la liste soutenue par l'UNEF-ID totalise 80,42 % des délégués contre 19,04 % pour l'UNEF-Renouveau. En termes de mandat, la Tendance plus, obtient 209 délégués, la majorité 103 avec la gestion de 8 sections, la LEAS 36 avec la gestion de la section de Caen, et la SARS 9 la gestion de la section de Reims. Concernant, le surprenant écart entre la Tendance plus et la majorité, il faut rappeler que depuis l’époque de l’UNEF-US les lambertistes ont accepté de laisser la gestion de la mutuelle aux socialistes. Après la création de l’UNEF-ID Jean-Christophe Cambadélis maintient donc l’accord.
Un an après le congrès, l'UNEF ID participe au Mouvement contre la Réforme Savary des universités de 1983.